# Die Bergretter – Kein Weg zurück
Kein Weg zurück ist eine 90-minütige Episode der deutsch-österreichischen Fernsehserie Die Bergretter des ZDF. Es ist die erste Episode der siebten Staffel. Regie führte Jorgo Papavassiliou, das Drehbuch schrieb Timo Berndt.
Die Erstausstrahlung im ZDF war am Donnerstag, dem 5. November 2015.

## Handlung
Der neue Leiter der Bergwacht, Markus Kofler, ist noch nicht von allen akzeptiert, da er für den Tod des ehemaligen Leiters der Bergwacht, Andreas, verantwortlich gemacht wird. Dieser hatte sich vom Seil abgeschnitten, an dem er mit einem zu rettenden Mädchen hing, da es Markus unmöglich war, beide rechtzeitig hochzuziehen. Besonders Tobias, der der beste Freund von Andreas war, kommt anfangs gar nicht gut mit ihm zurecht.
An einer Brücke in den Bergen wurden die Befestigungen der Brücke gelockert, dadurch löst sich die Brücke, während Pia Hoefling sie überquert. Sie ist allein unterwegs, schafft es aber, die Bergrettung zu alarmieren, sodass sie von diesen im letzten Moment gerettet werden kann. Bergretter Toni gefällt Pia und er versucht, sie näher kennen zu lernen.
Markus hat eine Affäre mit der verheirateten Lisa Meixner, mit der er in der Vergangenheit, vor ihrer Heirat, schon zusammen war. Plötzlich verschwindet jedoch Florian, der Sohn von Lisa und Mike, Lisas Ehemann, ein Bauunternehmer. Florian ist mit seinem Großvater Rupert in den Bergen unterwegs. Rupert ist jedoch herzkrank, was er seiner Familie bisher verschwiegen hat. Die beiden wollen ins Tal, aber für den alten Mann wird es immer schwieriger, den langen und immer anstrengender werdenden Weg zu bewältigen. Im Auftrag von Lisa und Mike beginnen die Bergretter die Suche nach Florian und Großvater Rupert.

## Besetzung

### Hauptdarsteller
| Schauspieler       | Rollenname          | Rolle                         |
| ------------------ | ------------------- | ----------------------------- |
| Sebastian Ströbel  | Markus Kofler       | Leiter der Bergwacht          |
| Markus Brandl      | Tobias Herbrechter  | Bergretter                    |
| Luise Bähr         | Katharina Strasser  | Sanitäterin                   |
| Martin Klempnow    | Toni Stössl         | Bergretter, Bergshop-Besitzer |
| Robert Lohr        | Michael Dörfler     | Hubschrauberpilot             |
| Stefanie von Poser | Emilie Hofer        |                               |
| Heinz Marecek      | Franz Marthaler     |                               |
| Gundula Niemeyer   | Dr. Verena Auerbach | Ärztin im Krankenhaus         |

### Episodendarsteller
| Schauspieler       | Rollenname      |
| ------------------ | --------------- |
| Sinja Dieks        | Pia Hoefling    |
| Julia-Maria Köhler | Lisa Meixner    |
| Mike Hoffmann      | Lorenz Meixner  |
| Paul Faßnacht      | Rupert Meixner  |
| Noah Kraus         | Florian Meixner |

## Rezeption

### Kritiken
„Glaubwürdige und sehr emotional agierende Charaktere [...] Die einzelnen Handlungsstränge sind sehr geschickt miteinander verknüpft [...] Mit dem grandiosen Hintergrund und dem Helikopter macht sich das auch optisch bestens. Mehr noch: Für etliche Szenen braucht der Zuschauer gute Nerven [...] Die Fans der Serie werden also auch in der neuen Staffel wieder bestens bedient. Der Auftakt besaß echte Kino-Qualitäten und lässt keine Wünsche offen.“

### Einschaltquoten
Die Erstausstrahlung am 5. November 2015 im ZDF verfolgten insgesamt 4,59 Millionen Zuschauer, was einem Marktanteil von 14,5 % beim Gesamtpublikum entsprach. Bei den Jüngeren zwischen 14 und 49 Jahren schalteten 0,53 Millionen (4,8 % Marktanteil) ein.